# Given Up
Given Up er det andet track og den fjerde single fra Linkin Parks tredje studiealbum Minutes to Midnight. Det blev udgivet den 17. februar 2008 i England som et digitalt download. Det blev bandets dårligst sælgende single i Storbritannien, og nåede aldrig top 200. 
| Musik | Spire Denne musikartikel er en spire som bør udbygges. Du er velkommen til at hjælpe Wikipedia ved at udvide den. |